# نازلو چای

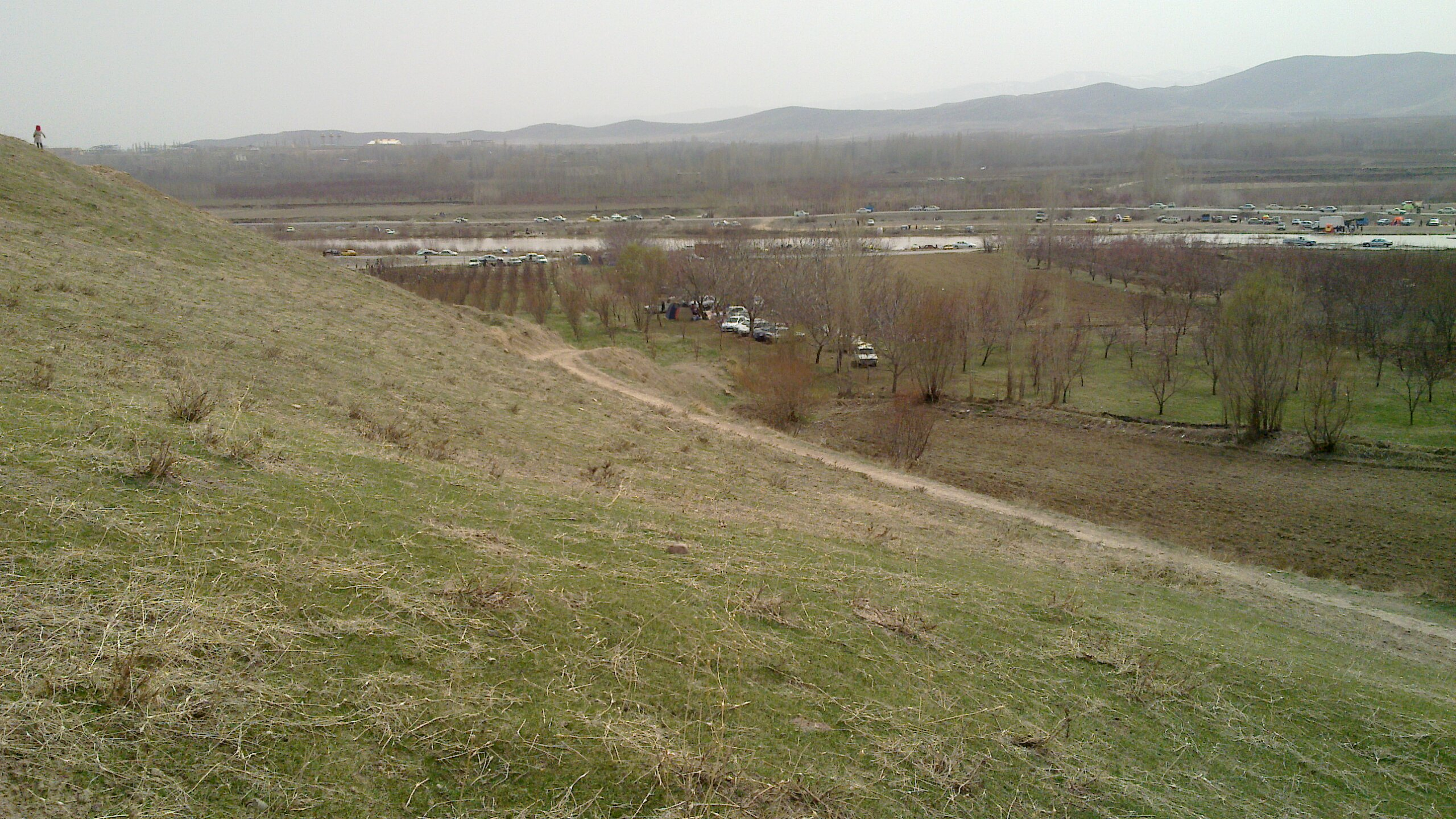
نازلوچای

رودحانه نازلوچای از آب‌های خط‌الرأس بلندی‌های مرزی ایران و ترکیه سرچشمه می‌گیرد. سرچشمهٔ مهم این رودخانه، سِروچای است و خود این رودخانه نیز از دو شاخه سرو و برادوست از ترکیه سرچشمه می‌گیرند.
در طول راه رودخانهٔ مارمیشو که آن‌هم از خاک ترکیه جریان دارد خود را به رود نازلو می‌رساند پس از طی مسافتی نام رودخانه مارمیشو به آذرین‌رود تبدیل می‌شود. در طول راه شاخه‌های دیگری به نام نازلوچای به آن ضمیمه شده و به نام نازلی‌چای خوانده می‌شود.
بخشی از آب رودخانه به مصرف آبیاری باغ‌ها و تاکستان‌ها و کشتزارهای توتون، چغندر قند و غلات و حبوبات دهستان نازلو می‌رسد. نازلی‌چای مسیر جاده تبریز به ارومیه را قطع کرده مازاد آب آن تشکیل دلتایی را داده و در دو شاخه وارد دریاچه ارومیه می‌گردد.